# Ніколас Бетт
Ніколас Бетт (англ. Nicholas Bett) — кенійський легкоатлет, бігун на дистанції 400 метрів з бар'єрами. Срібний призер чемпіонату Кенії в 2013, 2014 і 2015 роках, а також бронзовий призер в 2011 році. На відбірковому чемпіонаті Кенії 2015 року став переможцем. Виступав на Іграх Співдружності 2014 року, але не зміг вийти у фінал.
У фіналі чемпіонату світу 2015 року в Пекіні побив національний рекорд 22-річної давності, пробігши за 47,79. Попередній рекорд був встановлений Еріком Кетером в 1993 році.